# 加藤秀 (児童文学作家)
加藤 秀（かとう しゅう、1925年12月26日 - 2008年）は、児童文学作家。
秋田県生まれ。本名・市郎。秋田師範学校（現秋田大学）卒。浦和市立仲本小学校教諭など教師、編集者をへて児童文学作家。武州路小説大賞受賞。

## 著書
- 『ちえくらべばなし』水沢研絵 偕成社 幼年版民話シリーズ 1973
- 『二年生の日本めいさく』織茂恭子絵 集英社 二年生の学級文庫  1974
- 『一休・彦一とんちばなし』若菜珪絵 偕成社 幼年版民話シリーズ 1974
- 『心をうつ話・いじん物語 4年生』偕成社 4年までの学年別児童文庫 1979
- 『姿なき企業殺人 神通川鉱毒事件』現代史出版会 1979
- 『生きている化石オウム貝 古生代のなぞにいどんだ人工飼育の記録』偕成社 1983
- 『少年少女脳と心の科学』童心社 ノンフィクション・ブックス 1983
- 『平清盛』小沢重行絵 さ・え・ら書房 少年少女伝記読みもの 1984
- 『かんごふさんてすてきだな 看護婦さん、ありがとう』田中槙子絵 偕成社 1987
- 『春日局 将軍を守り育てた女性』鴇田幹絵 偕成社 1988
- 『かぐや姫殺人事件 少女探偵マヤの冒険』藤田ひおこ絵 偕成社 Kノベルス 1990

### 共著
- 『少年恐竜館』小畠郁生共著 童心社 ノンフィクション・ブックス 1977
- 『母と子のおやすみ前の小さな童話 名作編』編著 三交社 1977
- 『ひきさかれた大陸 大陸移動説をめぐる新しい地球の科学』小畠郁生共著 偕成社 少年少女ドキュメンタリー 1979 のち文庫
- 『オウムガイの謎』小畠郁生共著 筑摩書房 ちくまプリマーブックス 1987
- 『ノーレン君の目が見えた! バングラデシュで活躍する日本人医師夫妻の記録』宮崎亮共著 保田義孝絵 偕成社 わたしのノンフィクション 1988

### 翻訳
- ビバリーとジェニー=ハルステッド作絵『恐竜・その誕生から死まで』全5巻 小畠郁生訳、加藤市郎文 偕成社 1987